# Avenue Vion-Whitcomb
L'avenue Vion-Whitcomb est une voie du 16e arrondissement de Paris, en France.

## Situation et accès
L'avenue Vion-Whitcomb est une voie située dans le 16e arrondissement de Paris. Elle débute au 86, rue du Ranelagh, en face du 101 bis, dû à l'architecte Louis Salvan, et se termine (avec les nos 16 et 17) au 23, boulevard de Beauséjour.
Il s'agit d'une voie privée, fermée par une grille à ses extrémités.
Le quartier est desservi par la ligne de métro 9 à la station Ranelagh.

## Origine du nom

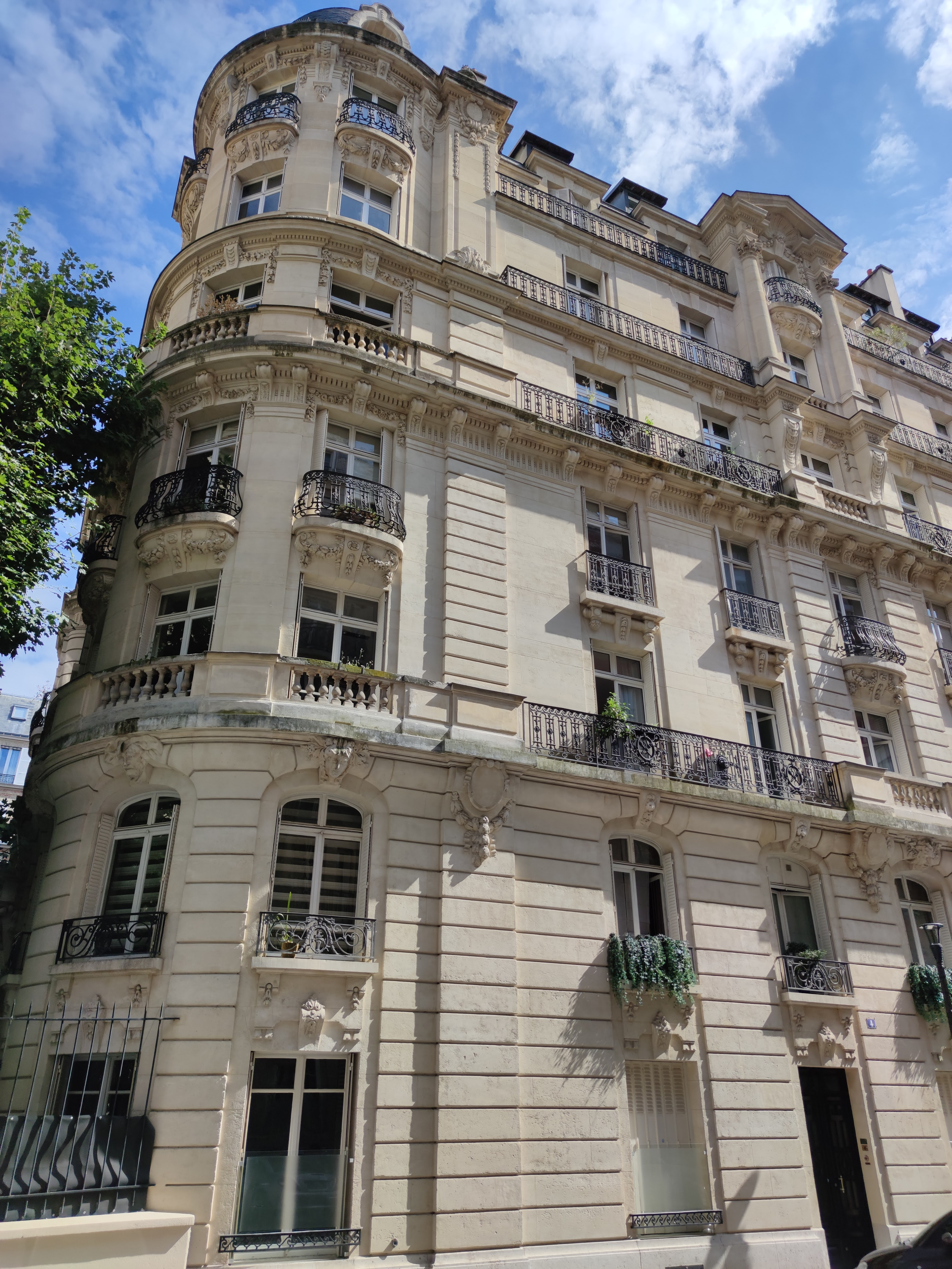
No 4.

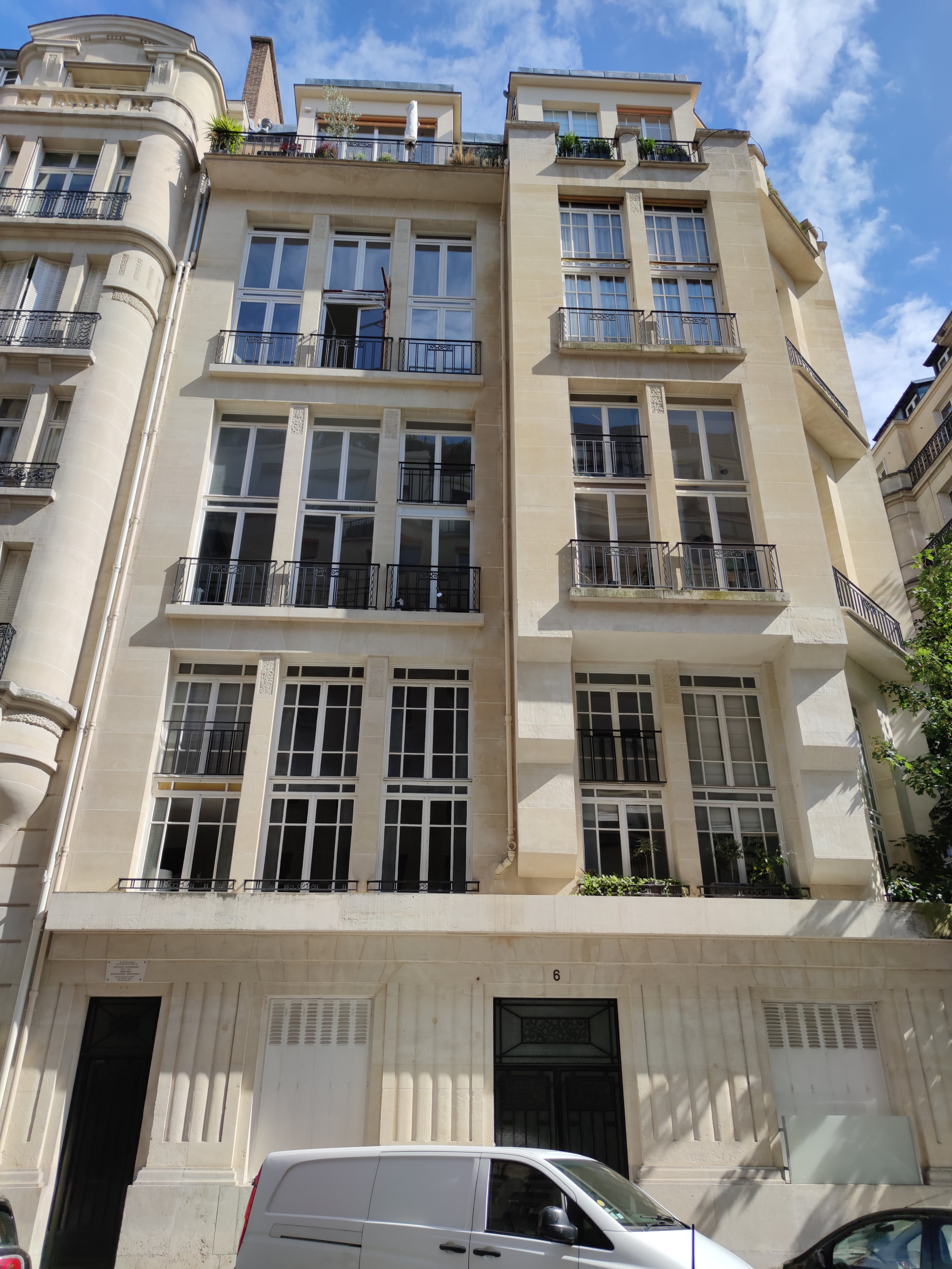
No 6.

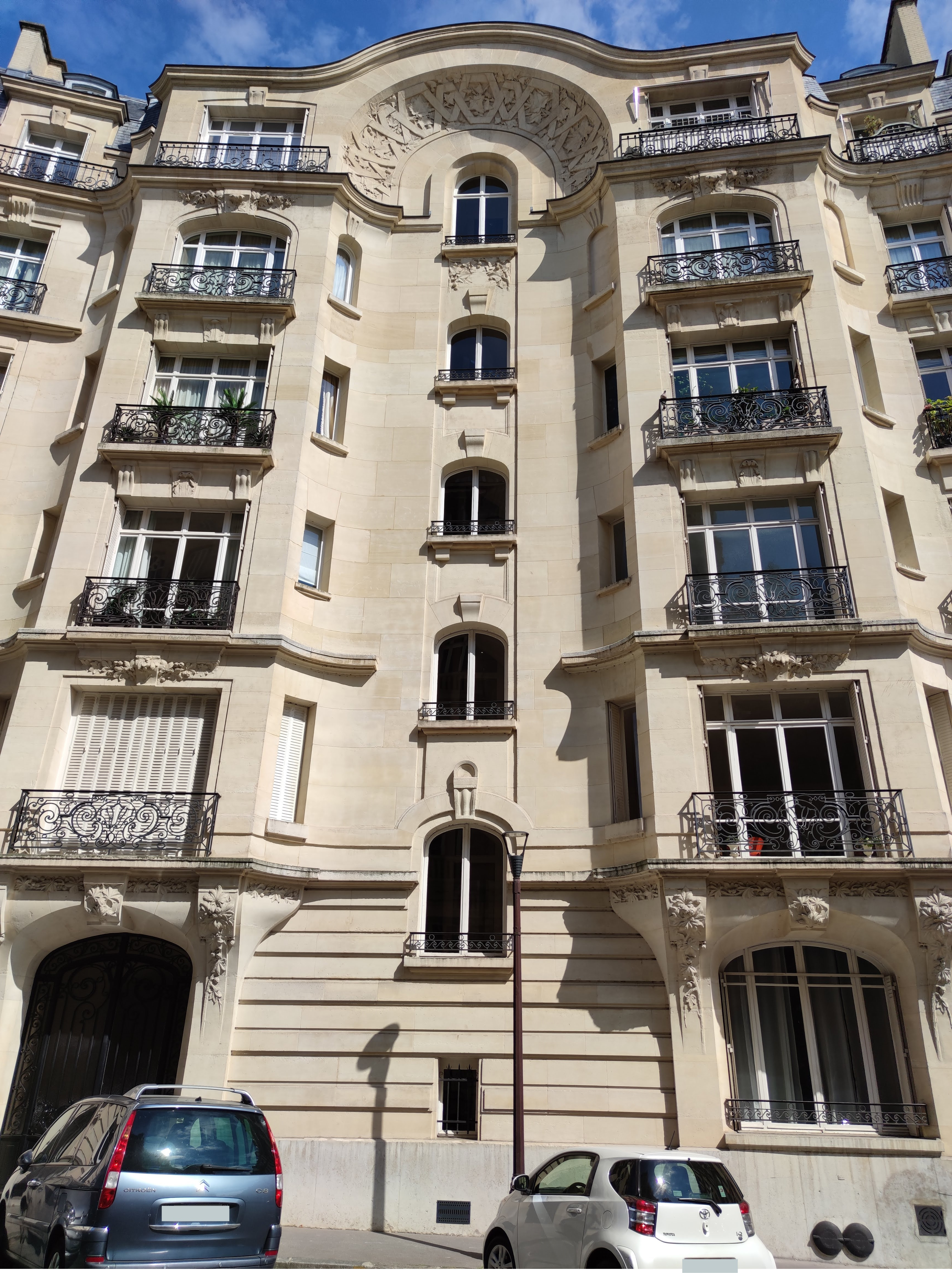
No 16.

Cette voie porte le nom d'un ancien propriétaire. Il est à noter que l'architecte Louis Salvan a réalisé la chapelle du cimetière du Père-Lachaise (91e division, avenue Aguado, ligne 1) où reposent notamment le juriste américain Adolphus Carter Whitcomb (1827-1888), Félicité-Denise Lesueur, veuve Vion (1818-1891), et sa fille Louise Palmyre Vion (1844-1921), épouse d'Adolphus. Leur fils Adolphe Armand Abel, né Vion en 1880, Whitcomb en 1886, lieutenant tué à Iverny le 5 septembre 1914, y a été inhumé le 17 octobre suivant.

## Historique
La plus ancienne mention de l’avenue dans la presse remonte à 1922. Cette année-là, le 18 mars, sont vendus au palais de Justice de Paris une propriété, deux maisons, quatre terrains et un immeuble « inachevé », tous situés avenue Vion-Whitcomb.

## Bâtiments remarquables et lieux de mémoire
- No 1 : immeuble de 1932 construit par l’architecte Henri Bodecher[3].
- No 5 : immeuble construit en 1935-1936 par l'architecte Jean Ginsberg[4].
- No 6 : immeuble de 1928[3] ; à cet endroit se trouvaient les studios de danse de la danseuse polono-russe Mathilde Kschessinska (1872-1971), princesse Romanovska-Krassinska, comme le signale un panneau au-dessus de l’entrée de service. Petit jardin attenant (impasse).
- No 7 : immeuble de 1933 conçu par l’architecte Hippolyte Kamenka[3].
- No 8 : immeuble de 1926[3].
- No 8 ter : en 1976, une plaque à la mémoire du syndicaliste André Malterre (1909-1975) y est inaugurée[5].
- Le no 8 partiellement et les nos 8 bis et 8 ter sont dans une impasse.
- Nos 11-15 : résidence de style postmoderne composée de deux bâtiments reliés au 7e étage par une galerie suspendue, construite en 1985 par l’architecte Christian de Galéa[6]. En 1954, il est un temps envisagé de construire à cet emplacement un établissement de bains-douches[7].